# 裴季芳
裴季芳，字石麓，河南祥符縣（今屬開封市）人。清朝政治人物，進士出身。

## 生平
道光二十六年（1846年）中丙午科舉人，次年（1847年）聯捷張之萬榜二甲九十二名進士，授內閣中書，在軍機處行走，擢升刑部員外郎，以知府用。光緒《祥符縣志》有傳。

## 家族
裴季芳祖籍山西聞喜縣，祖父裴振曾任河南密縣知縣，安徽亳州知州，乾隆末年在開封城定居。其五子裴奉曾、六子裴雋入籍祥符縣。裴奉曾妻裴朱氏、長子裴孟昭、次子裴仲平皆因反抗太平天國北伐軍而被殺，并受到朝廷表彰，其五子即裴季芳，六子裴季勳也為進士；裴雋一生未仕，著有《吟药室诗文稿》和《逸叟画谱》，因其無子，以裴季芳入嗣。後來裴季芳子裴維儼官至刑部主事，子裴維俊中舉人，官至山東知州。

## 外部連結
- 裴元秀. 晚清开封裴氏家族 （页面存档备份，存于） 汴梁晚报